# Partei der Freien Ägypter
Die Partei der Freien Ägypter (arabisch حزب المصريين الأحرار, DMG Ḥizb al-Maṣriyyīn al-aḥrār, auch übersetzt als Partei Freier Ägypter, Partei Freie Ägypter oder Partei Die Freien Ägypter) ist eine ägyptische liberale Partei, die nach der Revolution in Ägypten 2011 gegründet wurde. Ihr Motto ist Partei für alle Ägypter (حزب لكل المصريين).
Seit der Gründung am 16. August 2011 war die Partei der Freien Ägypter ein integraler Bestandteil des Ägyptischen Blocks, einer breiten Parteienkoalition, welche sich gegen die Muslimbruderschaft und ihren politischen Arm, die Freiheits- und Gerechtigkeitspartei, stellte und sich die Verteidigung von Ägyptens Säkularität sowie der ägyptischen Zivilgesellschaft auf die Fahnen geschrieben hat.

## Geschichte

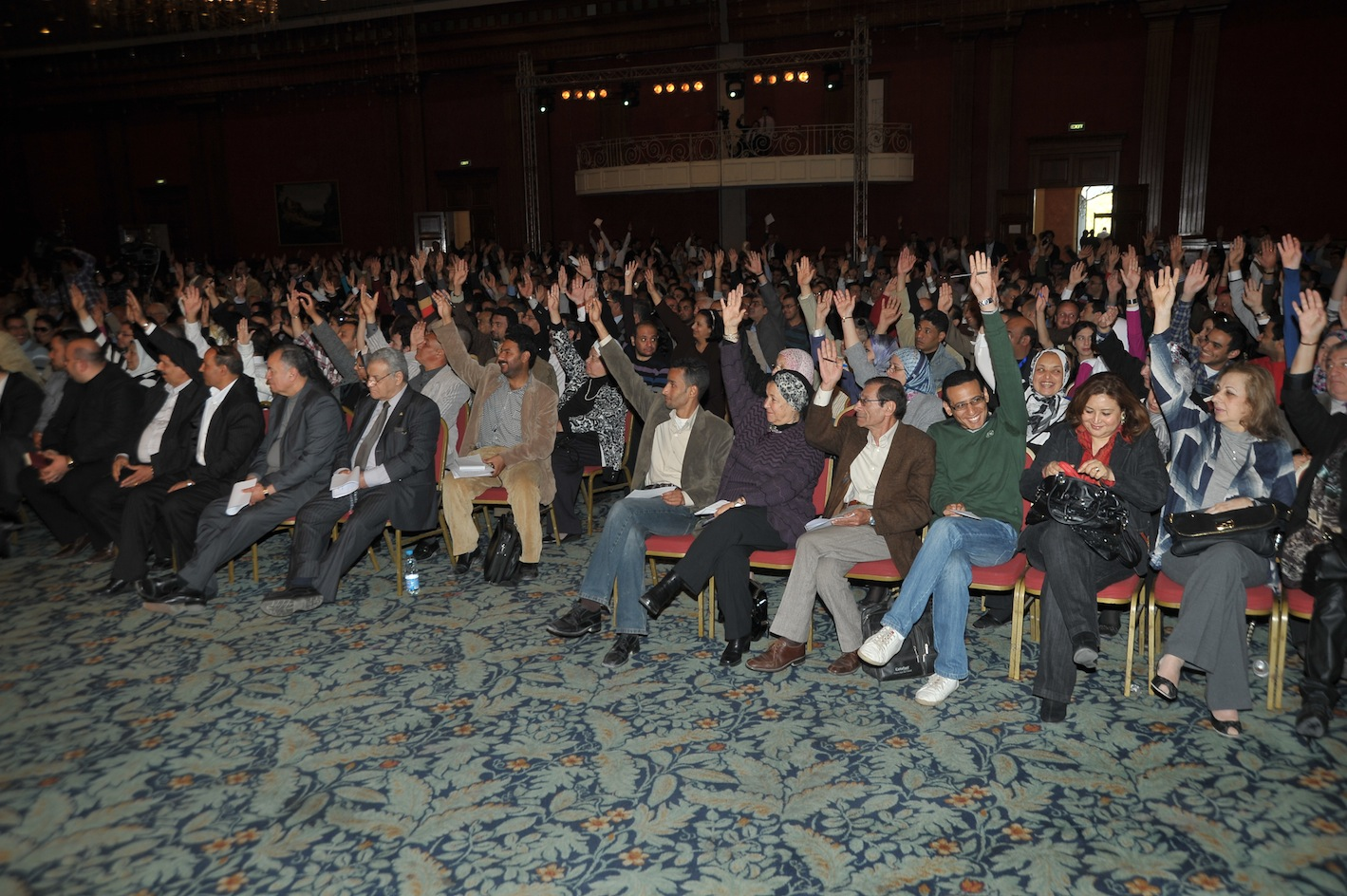
Gründungskonferenz in Alexandria

Am 3. April 2011 kündigte eine Gruppe von Intellektuellen und politischen Aktivisten um den Ingenieur und Geschäftsmann Naguib Sawiris die Gründung der Partei der Freien Ägypter an und erklärte das Programm und die Ziele der Partei sowie ihre grundlegenden Prinzipien bei einer Konferenz im Jugendzentrum von al-Dschasira. Prominente Parteimitglieder sind der ägyptisch-amerikanische Wissenschaftler Farouk El-Baz, der revolutionäre ägyptisch-Arabische Poet Ahmed Fouad Negm, der Schriftsteller Gamal al-Ghitani und der Telekommunikationsunternehmer Khaled Bichara.
Im Juli 2011 kam es zu internen Streitigkeiten in der Partei der Freien Ägypter. Eine interne Gruppierung namens Gruppe der 17 bezichtigte die nationale Parteileitung undemokratischer Methoden bei der Auswahl von lokalen Führungskräften im Gouvernement Dumyat und beklagte, dass ehemaligen Mitgliedern der Nationaldemokratischen Partei, der Regierungspartei der gestürzten Mubarak-Administration, der Beitritt zur Partei der Freien Ägypter gestattet wurde. Fünf dieser Dissidenten wurden aus der Partei ausgeschlossen und von Parteifunktionären als „Unruhestifter“ bezeichnet.
Bis September 2014 war Ahmed Hassan Said der Vorsitzende.
Bei den Wahlen zum Repräsentantenhaus 2015 konnten 64 Sitze errungen werden. Bei den anschließen Wahlen im Jahr 2020 verlor die Partei nach einer innerparteilichen Krise alle ihre Mandate. 